# Peter Paul Albert
Peter Paul Albert (Steinbach bei Mudau, ma Mudau része, 1862. január 29. – Freiburg im Breisgau, 1956. november 27.) német történész, levéltáros.

## Élete
Középiskolai tanulmányait az amorbachi latin iskolában végezte, ezután Würzburgban és Münchenben történelmet és német filológiát hallgatott. Egyetemi tanulmányai alatt a KDStV Arminia Freiburg im Breisgau tagja volt, erről 1883-as önéletrajzában tesz említést. 1889-ben mint gyakornok került a karlsruhei Állami Levéltárba, ahol 1893-ban segédlevéltáros lett. 1890 és 1892 közt a Löwenstein-Wertheim levéltárat rendezte Wertheimben. 1894-től 1924-es nyugdíjba vonulásáig Freiburg im Breisgau városi levéltárában dolgozott. Kora egyik kiemelkedő helytörténésze volt, szülővárosában és Buchenben utcát neveztek el róla. Tudományos könyvtárát Buchen városának adta el, ahol ma a Zwischen Neckar und Main regionális történeti könyvtár alapját képezi.

## Válogatott munkái
- Matthias Döring, ein deutscher Minorit des 15. Jahrhunderts. Süddeutsche Verlagsbuchhandlung. D. Ochs, Stuttgart, 1892 (disszertációja)
- Urkunden und Regesten zur Geschichte des Freiburger Münsters. In: Freiburger Münsterblätter 3, 1907–10, 1914
- Freiburger Bürgerhäuser aus vier Jahrhunderten. Filser, Augsburg, 1923
- Freiburg im Urteil der Jahrhunderte. Herder, Freiburg, 1924

## Fordítás
- Ez a szócikk részben vagy egészben  a   Peter Paul Albert című német Wikipédia-szócikk ezen változatának fordításán alapul.  Az eredeti cikk szerkesztőit annak laptörténete sorolja fel. Ez a jelzés csupán a megfogalmazás eredetét és a szerzői jogokat jelzi, nem szolgál a cikkben szereplő információk forrásmegjelöléseként.